# Stachytarpheta microphylla

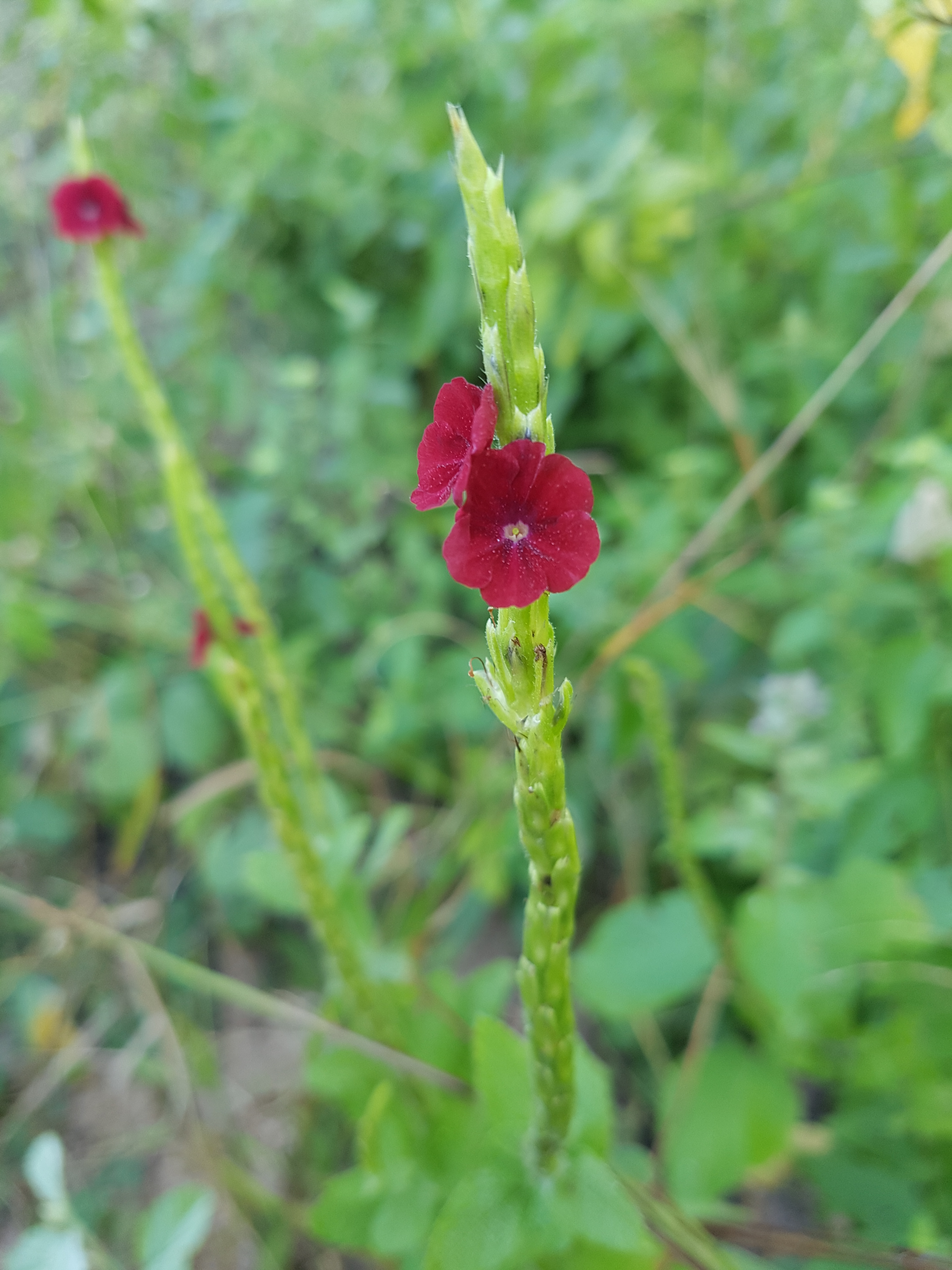
Espécie Stachytarpheta microphylla

Stachytarpheta microphylla é um subarbusto terrícola que pertence a família Verbenaceae. A planta apresenta entre 0,3 a 1,5 m de altura, apresenta tricomas concentrados na região dos nós e na base das lâminas das folhas. As folhas são pequenas, apresentam ápice agudo, base cuneada. As flores são monóclinas/zigomorfas e apresentam corola vermelha.
As espécies estão distribuídas na região Norte (Tocantins) e no Nordeste (Alagoas, Bahia, Maranhão, Pernambuco e Sergipe). Os tipos de vegetação onde são encontradas são Caatinga, Campo Rupestre e Restinga.
Essa espécie é de grande importância para a Caatinga devido a ser endêmica da região. 